# Бойм, Ежи

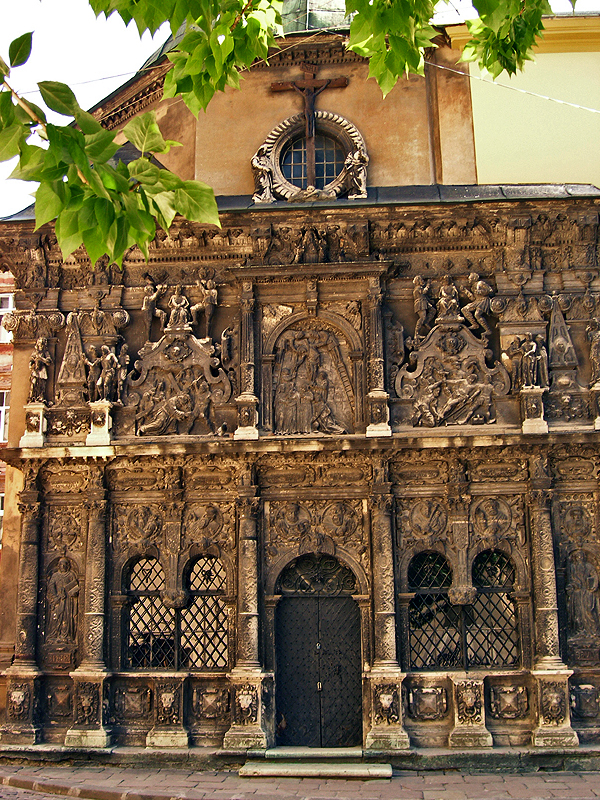
Часовня Боимов

Бойм, Ежи (Дьёрдь или Юрий)  (пол. Jerzy Boim венг. György Boym) (* 1537 — † 22 сентября 1617) — львовский купец, венгерского происхождения, прибыл в Польшу из Трансильвании с королём Стефаном Баторием .
Поселился во Львове . Будучи протестантом женился на богатой польке католичке Ядвиге Нижнёвской (Jadwiga Niżniowska). Стал богат и сколотил состояние, благодаря торговле вином и пряностями, а также , ростовщичеству. После получения статуса гражданина города — Дьёрдь (Ежи), был введен в общество богатых горожан Львова и со временем был избран советником — райцей (то есть, членом городской управы), а затем — избран бургомистром средневекового Львова. Со временем семья рода Боимов — стала одной из самых богатых и уважаемых во Львове того времени, давшей городу многих купцов и знаменитых врачей Боимов.
На его средства была построена невиданная до тех пор по красоте семейная каплица — известная как (Часовня Боимов). Строительство часовни осуществлялось(предположительно) по проекту знаменитого вроцлавского строителя Андреаса Бемера (Andreas Bemer) и была освящена в 1615 г.
После смерти в 1617 г. основатель рода Боимов — Дьёрдь (Ежи) и его супруга Ядвиге были похоронены в их родовой часовне, затем и большинство членов их рода упокоены в этой каплице, которая и сейчас существует во Львове.
На восточном фасаде каплицы со стороны ул. Галицкой сохранились фресковые портреты основателя часовни Дьёрдя (Ежи-Юрия) и его жены Ядвиги с соответствующими надписями: «Georgius Boim consul Leopoliensis — capellae istius fundator 1617» и «Hedvigiia de Nizniowa, Boim».
На западной стене, над входной дверью, — два живописных портрета — Ежи-Юрия и Павла Боимов, с двумя латинскими надписями. На одном написано: «Часовню эту Ежи (Юрий) Боим из Венгрии, обращенный из веры еретиков в веру католическую, гражданин и советник в этом городе уважаемый, на собственные средства Кресту посвятил во Кресте Христа для живых дом молитвы, для умерших гробницу, для себя и своих хотел иметь. Умер на 81 году жизни, дня 22 сентября ГГ 1618».